# Radeburg
Radeburg is een kleine stad in de Duitse deelstaat Saksen, gelegen in de Landkreis Meißen. De plaats telt 7.268 inwoners, en ligt op ongeveer 12 km van Dresden aan de autobahn A13 van Dresden naar Berlijn.
Radeburg werd in 1150 bij een brug over de Röder gesticht, en in 1539 werd de reformatie er doorgevoerd.
Op 10 januari 1858 werd in Radeburg Heinrich Zille geboren. In het Heimatmuseum Radeburg kan men nog steeds enige van zijn werken bekijken. Ook Zilles geboortehuis is er nog steeds, hoewel het er niet meer zoals vroeger uitziet.
In Radenburg wordt een speciale vorm van het Saksische dialect gesproken: het Südostmeissnische, welke wordt onderverdeeld als een van de vijf Meissnische dialecten.
Edenkoben is een partnerstad van Radeburg.

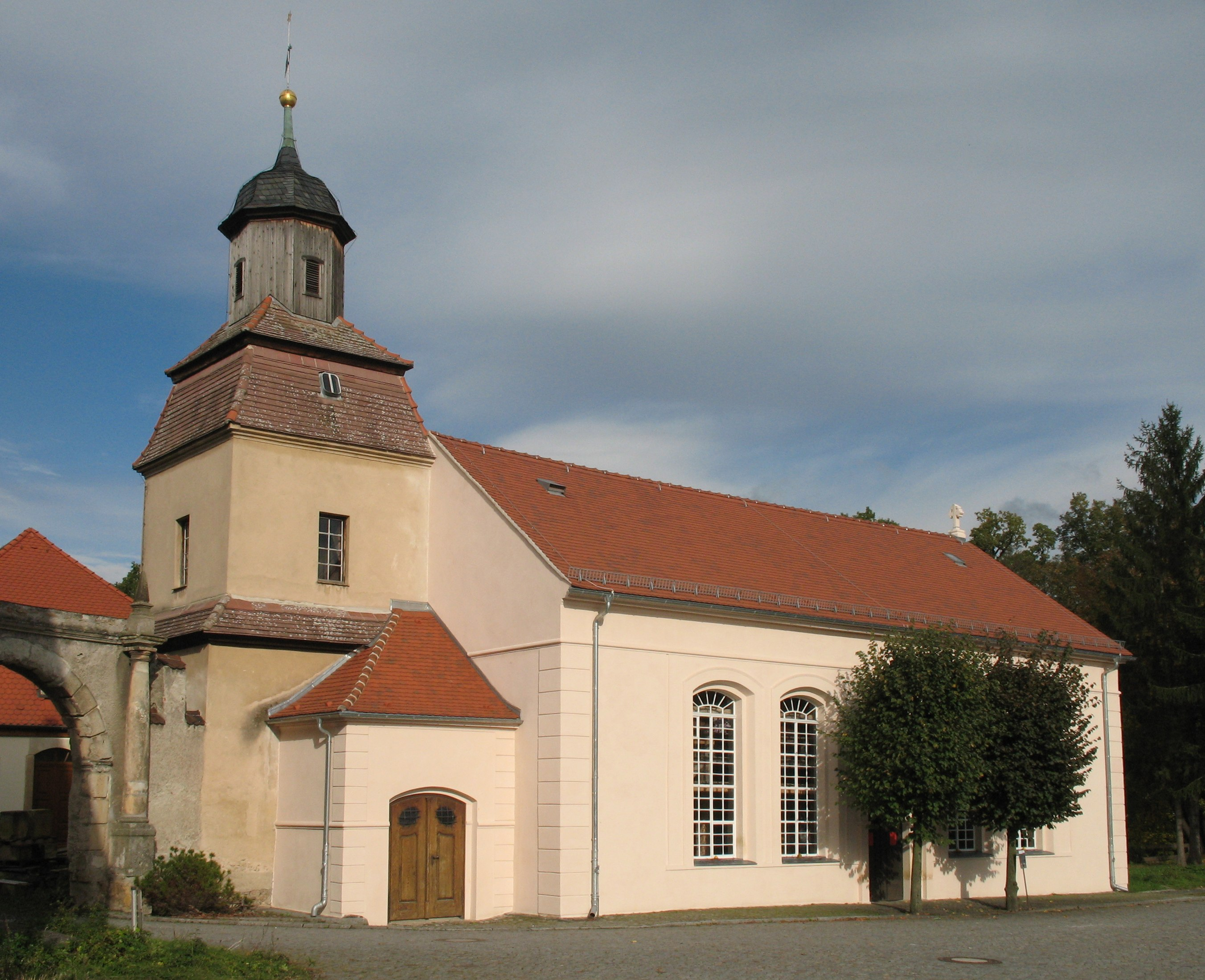
Kerk in Radeburg-Berbisdorf

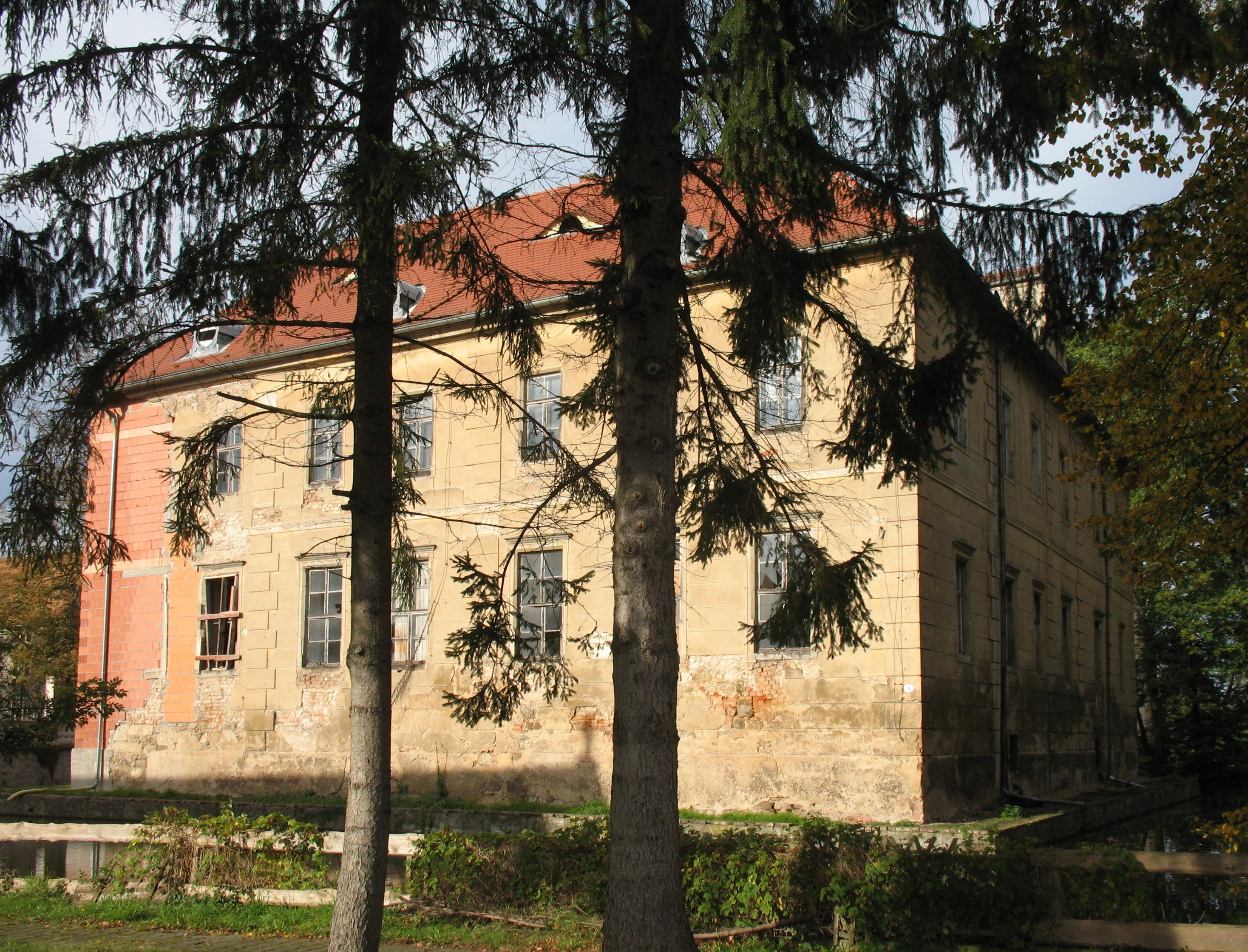
Kasteel in Radeburg-Berbisdorf

## ontwikkeling van het inwoneraantal
- 1834 - 1967
- 1990 - 7512 (3 oktober)
- 1998 - 7902
- 1999 - 7854
- 2000 - 7903
- 2001 - 7915
- 2002 - 7874

Coswig ·
Diera-Zehren ·
Ebersbach ·
Glaubitz ·
Gröditz ·
Großenhain ·
Hirschstein ·
Käbschütztal ·
Klipphausen ·
Lampertswalde ·
Lommatzsch ·
Meißen ·
Moritzburg ·
Niederau ·
Nossen ·
Nünchritz ·
Priestewitz ·
Radebeul ·
Radeburg ·
Riesa ·
Röderaue ·
Schönfeld ·
Stauchitz ·
Strehla ·
Thiendorf ·
Weinböhla ·
Weißig a. Raschütz ·
Wülknitz ·
Zeithain